# الکترون‌ولت
الکترون‌ولت (به انگلیسی: Electronvolt) در فیزیک، یکای اندازه‌گیری انرژی است که با نماد e.V نمایش داده می‌شود و اندازهٔ آن برابر انرژی یک الکترون تحت ولتاژ ۱ ولت است.
اندازهٔ عددی ۱ الکترون‌ولت بر پایهٔ ژول برابر با ۱۶۰ زپتوژول (zJ)‌است.
مقدار انرژی که یک الکترون پس از شتاب‌داده‌شدن با ۱ ولت دریافت کرده‌:
{\displaystyle 1{\mbox{ eV}}=1.60217653(14)\times 10^{-19}{\mbox{ J}}}
با این که الکترون‌ولت؛ به دلیل تجربی بودن مقدارش، نمی‌تواند خود یکی از یکاهای سامانه استاندارد بین‌المللی یکاها باشد کاربرد آن در کنار یکاهای پذیرفته‌شده این سامانه بسیار معمول است.

## جرم
این یکای انرژی کاربرد زیادی در فیزیک اتمی و کوانتومی دارد. جرم ذره‌های بنیادی نیز بنا بر رابطهٔ هم‌ارزی جرم و انرژی (E = mc²) با یکای الکترون‌ولت نشان‌داده می‌شود.

{\displaystyle 1\ eV=1.783\times 10^{-36}kg}

{\displaystyle 1\ keV=1.783\times 10^{-33}kg}

{\displaystyle 1\ MeV=1.783\times 10^{-30}kg}

{\displaystyle 1\ GeV=1.783\times 10^{-27}kg}
{\displaystyle 1\;{\text{eV}}/c^{2}={\frac {(1.60217646\times 10^{-19}\;{\text{C}})\cdot 1\;{\text{V}}}{(2.99792458\times 10^{8}\;{\text{m}}/{\text{s}})^{2}}}=1.783\times 10^{-36}\;{\text{kg}}.}
برای مثال یک الکترون و یک پوزیترون، هر یک با جرم:
۰٫۵۱۱ MeV/c۲, می‌توانند نابودسازی کنند تا ۱٫۰۲۲ MeV از انرژی را بازپس دهند. پروتون جرمی برابر: ۰٫۹۳۸ GeV/c۲. دارد. به طور کلی، جرم‌های همه هادرون‌ها مرتبه۱ GeV/c۲ است که یک یکای GeV (گیگا‌الکترون‌ولت) را به صورت یک واحد مناسب جرم برای فیزیک ذرات می‌سازد :۱ GeV/c۲ = ۱٫۷۸۳×۱۰−۲۷ kg.